# Милый Ханс, дорогой Пётр
«Милый Ханс, дорогой Пётр» — художественный фильм совместного производства России, Германии, Украины и Великобритании, снятый режиссёром Александром Миндадзе по собственному сценарию. Фильм был удостоен премии «Ника» за 2016 год в номинации «Лучший фильм», Миндадзе также получил премию за лучшую сценарную работу. Фильм был удостоен также премий «Белый слон» (включая номинацию «За лучший фильм») и «Золотой орёл».
Фильм участвовал в основной конкурсной программе 37-го Московского международного кинофестиваля в июне 2015 года. Критики и журналисты дали картине Миндадзе беспрецедентно положительные отзывы и прочили в лауреаты, но фильм остался без основных конкурсных наград.

## Сюжет
В фильме рассказывается о немецких инженерах, которые перед самой войной работают на заводе в западной части СССР, где у них завязываются взаимоотношения с советскими специалистами. Немецкие специалисты заняты изготовлением особо чистых оптических линз. Если помнить о том, чем это всё скоро закончится, какая историческая коллизия ждёт героев, то отношения между немецкими и советскими людьми воспринимаются под особым углом… В фильме отсутствуют батальные сцены, всё внимание авторов сосредоточено на внутренних ощущениях людей — русских и немцев, которые вынуждены жить, подчиняясь законам той трагической эпохи.

## В ролях
- Якоб Диль — Ханс
- Андрюс Даряла — Пётр
- Марк Вашке — Отто
- Роза Хайруллина — мать Зойки
- Биргит Минихмайер — Грета
- Марк Хоземан — Вилли
- Светлана Косолапова — жена Петра
- Ангелина Римашевская — Зойка
- Анна Скиданова — подруга
- Евгений Сармонт — переводчик
- Андрей Анненский — чтение авторского закадрового текста

## Съёмки
Съёмки проходили летом 2014 года на территории Украины, в городе Никополь. К производству ленты присоединился общегерманский фонд German Federal Filmboard (FFA), занимающийся в основном поддержкой национального кино. Фильм — второй опыт совместной работы Александра Миндадзе и оператора Олега Муту, лауреата премии Европейской киноакадемии. Муту впервые работал с российской оптикой. Для подбора объективов он ездил на завод ЛОМО в Санкт-Петербург. Съёмки велись на берегу Каховского водохранилища.
Общий бюджет проекта составил около 3,4 млн евро.

## Съёмочная группа
- Автор сценария — Александр Миндадзе
- Режиссёр — Александр Миндадзе
- Оператор — Олег Муту
- Композитор — Валерий Сивер
- Художники — Кирилл Шувалов, Екатерина Химичева
- Продюсеры — Александр Миндадзе, Лиза Антонова, Леонид Блаватник, Хайно Деккерт, Франк Эверес, Хельге Нойброннер, Олег Кохан, Андрей Анненский.
- Креативный продюсер — Андрей Анненский.

## Награды
- Приз издания «Коммерсантъ-Weekend»:
  - за лучший фильм основной конкурсной программы ММКФ 2015[4].
- Международный кинофестиваль авторского кино (BLOW-UP·Chicago International Arthouse FILM FEST) в г. Чикаго (США) 2015 г.[5], призы:
  - Лучший фильм
  - Лучшая операторская работа
  - Лучшая мужская роль
- Премия «Золотой орёл» 2016:
  - За лучший сценарий
- Национальная премия кинокритиков и кинопрессы «Белый слон» 2016.
  - За лучший фильм
  - За лучшую режиссуру
  - За лучший сценарий
  - За лучшую операторскую работу
  - За лучшую главную роль
- Кинопремия «Ника» 2016:
  - За лучший сценарий.
  - За лучший игровой фильм.